# Jonathan Fernando Neves
Jonathan Neves (Blumenau, 29 de agosto de 1987), é um piloto brasileiro de automobilismo, especialista em Drift. Carinhosamente chamado de JJ por sua família e amigos, o atleta foi campeão brasileiro de Drift em 2014 e ficou em 6º lugar no Mundial King Of Nations em 2016.

## Início e Carreira
Nascido em Blumenau, JJ teve aos 12 anos os primeiros contatos com o automobilismo, na época com o Kart. Ao descobrir o Drift no Brasil em 2012, entrou na categoria sem hesitar.
Apaixonado pelo Drift, sempre buscou por resultados positivos em competições e com apenas um ano de prática conseguiu dominar a técnica da modalidade, e se destacar em várias etapas dos campeonatos que participou ficando entre os 3 melhores colocados dentre os adversários com mais de dez anos de experiência no Drift no Japão.
Com 2 anos praticando o esporte ele conseguiu impor ritmo necessário para ser campeão brasileiro de Drift no ano de 2014. Em pouco tempo ganhou notoriedade nas competições, tornando-se umas das principais referências de Drift no Brasil.
Depois da vitória no Campeonato Brasileiro de Drift, Jonathan foi convidado para disputar a etapa KOA no já consagrado Campeonato Mundial KING OF NATIONS em 2015, que aconteceria no Japão, berço mundial do Drift. Mais de 40 pilotos foram inscritos para participar do evento, eles vieram da Ásia, Europa e América. Brasileiros se deslocaram de cidades longe para assistir JJ em Nikko, e no Brasil, muitos acompanharam a jornada do piloto através das redes sociais.
JJ, conseguiu se adaptar rápido ao estilo de pilotagem dos adversários, e na qualificação ficou em 19º lugar. Um bom resultado levando em consideração seu carro e suporte no evento. Pilotos como Steve Baggsy, campeão Europeu 2014, acabou ficando em 18º utilizando carro de quase 800hp e suporte de Daigo Saito. Após a qualificação, JJ enfrentou sua primeira batalha e o resultado foi uma grande vitória. Na segunda batalha, contra o Drift King Naoki Nakamura, grande piloto Japonês, JJ não levou a melhor e acabou perdendo. Mas Nakamura gostou da forma como JJ assimilou rápido a melhor linha do circuito e após a batalha foi cumprimentá-lo, agradecendo pela disputa.
Com a etapa no Japão, JJ se aproximou do cenário Japonês de Drift, treinou e correu no lendário e complexo Ebisu, contendo 9 das melhores pistas de Drift no mundo. Desde o início dessa fase, Jonathan tinha a expectativa de trazer um bom resultado no Campeonato KING OF NATIONS de 2016, e assim conquistou a 6º posição no Mundial.

## Carro

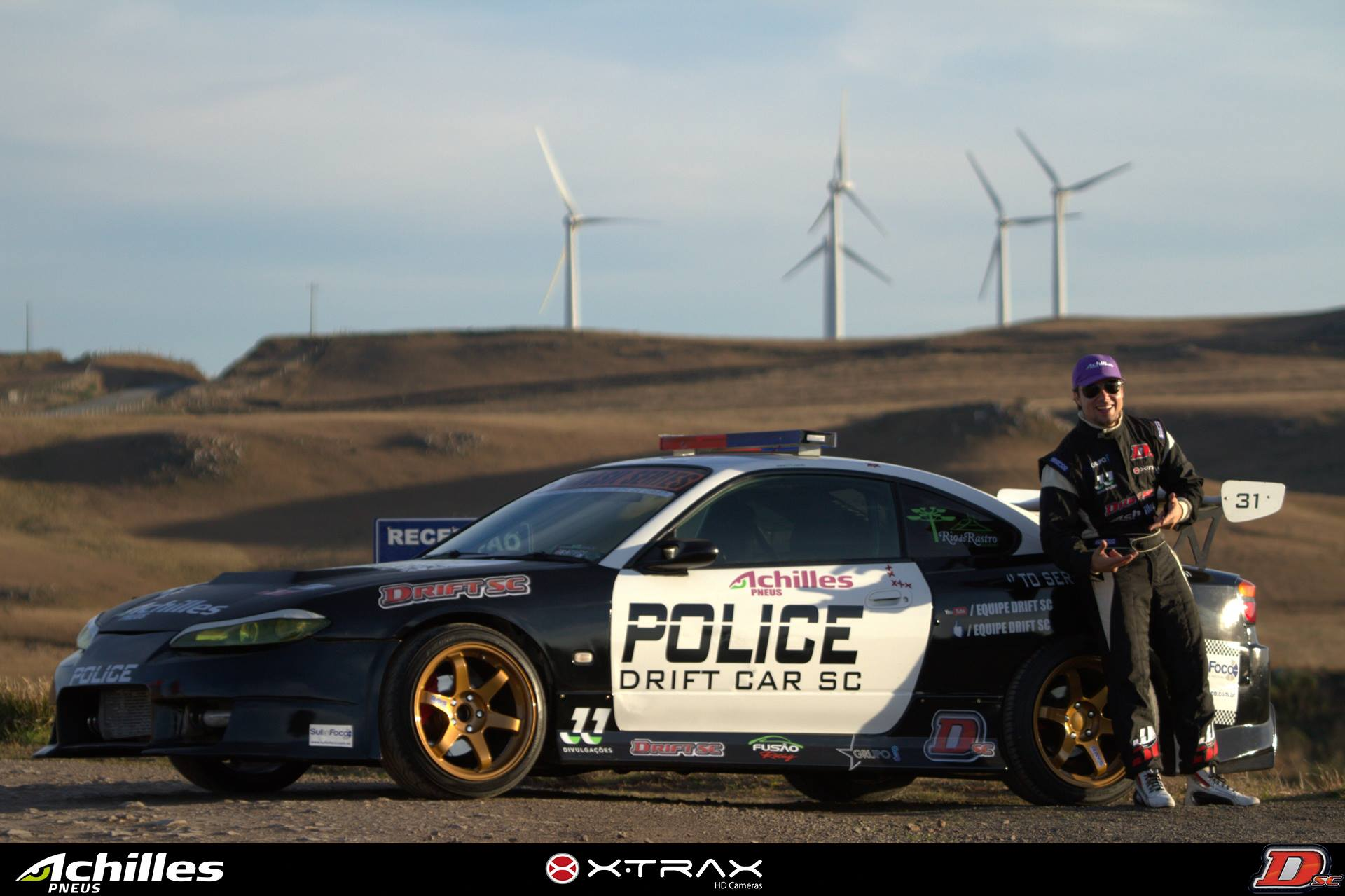
JJ na gravação na Serra do Rio do Rastro em 2013.

Em 2012, a equipe do JJ montou um Nissan Silvia S15, o carro foi importado do Japão montado com peças também importadas, bem como com peças criadas exclusivamente para o veículo. Com cerca de 400cv o destaque fica por conta da excelente tração em altas velocidades, conseguindo um ótimo resultado de Drift seja a 100 km/h ou a 200 km/h.
Em 2013, com a ideia de divulgar seu patrocinador Achilles Pneus, JJ e sua equipe produziram um curta-metragem feito na Serra do Rio do Rastro, em Lauro Muller (SC). A iniciativa foi pioneira no cenário nacional do Drift, gerando mais de 3 milhões de visualizações pelo mundo. Ainda hoje é considerado um marco nas produções envolvendo o automobilismo brasileiro.

## Novo carro para 2014

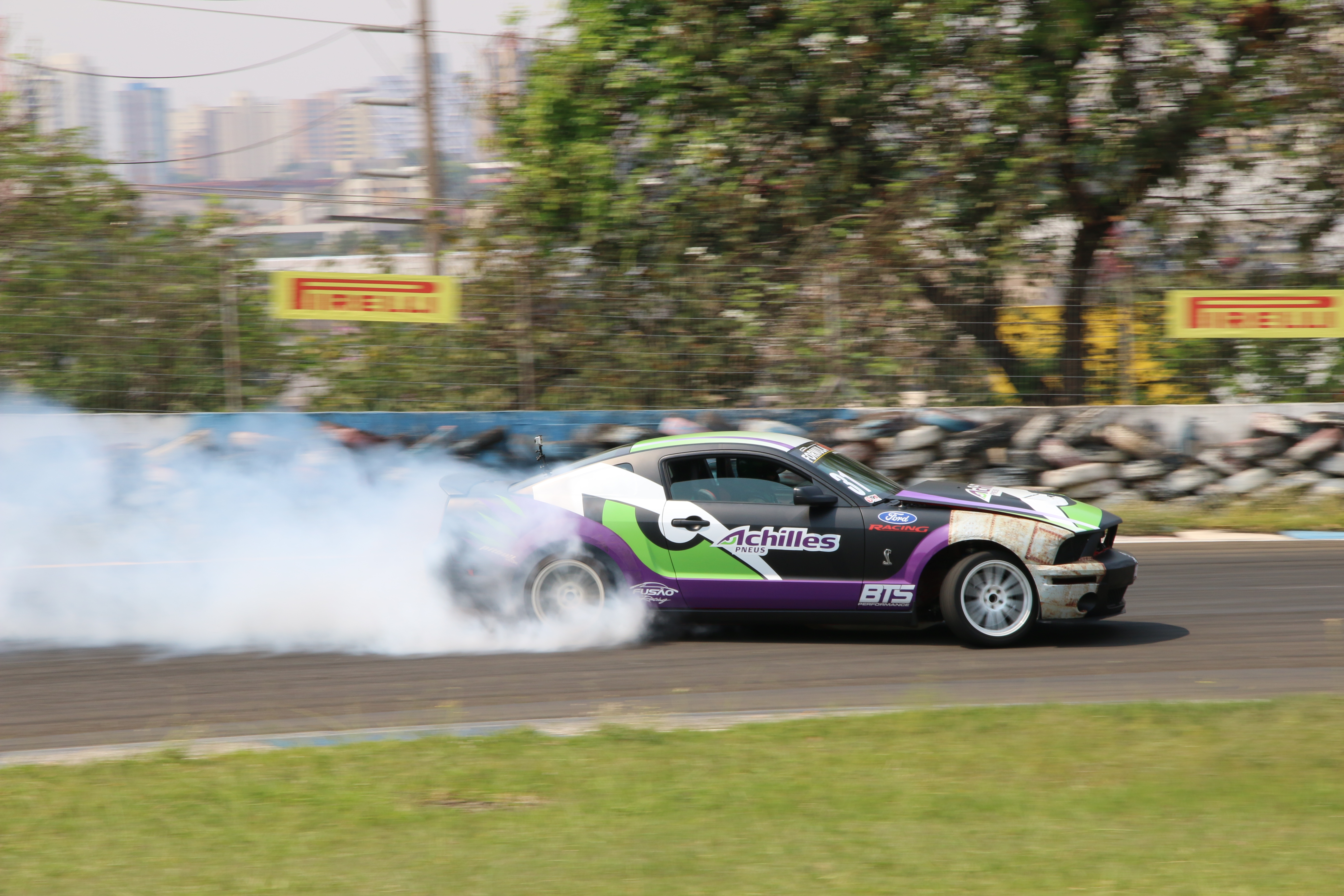
Mustang Shelby do JJ

Em 2014, foi concluído o projeto do primeiro V8 Super Esportivo para o Drift do Brasil, o Mustang Shelby GT500. Devido a sua grande popularidade, por ser um carro exótico e pelo fato do seu nome ser uma lenda, assim JJ decidiu usar o carro para o esporte.
Depois de perceberem o potencial da máquina vendo o piloto Vaughn Gittin (campeão D1 Grand Prix USA All-Star World Championship, Irwindale Speedway), iniciaram os primeiros testes com o carro. Com dois anos, colocaram o carro pela primeira vez em pistas brasileiras para testes após seu primeiro estágio de preparação na oficina mais renomada do país, Batistinha Garage, onde o carro atingiu cerca de 700cv. Após algum tempo, a equipe notou que apenas 700cvs não seriam suficientes para conseguir um carro de padrão mundial, então acrescentaram novos upgrades de potência como Nitro para conseguir chegar nos incríveis 900 cavalos de potência.
O carro finalizado está avaliado em mais de R$ 500.000,00 para a equipe. O carro participou de um show no Speedway Music Park inaugurando sua presença nas pistas de Drift. O evento contou com mais de 8 mil pessoas presentes, sendo destaque entre o público.

## Patrocínio
Foram muitos resultados positivos alcançados graças à junção do esforço do piloto, de sua equipe e de seu patrocinador. A Achilles Pneus, fabricante de pneus da Indonésia, recém chegada em solo brasileiro teve uma grande representação na história de JJ. Em contrapartida, o piloto ajudou a construir a imagem da empresa no Brasil, de uma forma sólida e profissional, batendo todos os recordes de visualização da marca.

## Vida fora das pistas
Após incansáveis anos dedicados às corridas, Jonathan decidiu dedicar maior tempo aos seus negócios e correr casualmente. Além de piloto, Jonathan Neves é um empreendedor com atuação em marketing estratégico em todo território nacional.

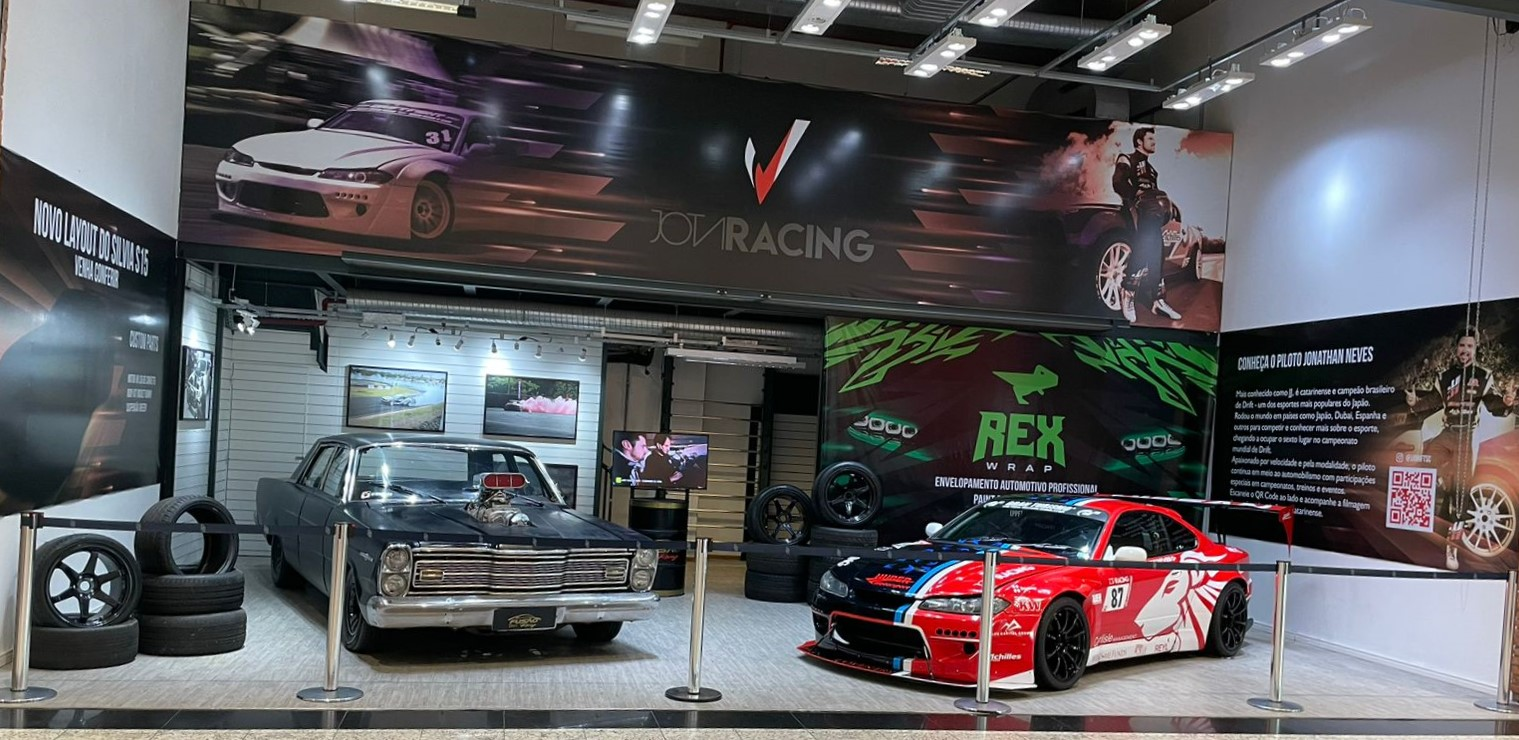

Visando alavancar o esporte e atingir diferentes públicos, Jonathan criou a Jota Racing, seu primeiro projeto foi a criação de um estande desenvolvido para mostrar um pouco da história do esporte, do piloto e, dar uma experiência 3D ao público de como é estar por dentro de um carro de corrida. O estande ficou exposto nos shopping do Grupo Almeida Junior por dois anos, o local recebe aproximadamente 400 mil pessoas por mês e durante o tempo exposto diversas pessoas foram conhecer o carro e a experiência 3D fornecida pelo estande Jota Racing.
Jonathan tem se dedicado a palestras e eventos, principalmente onde nasceu e cresceu. Ele esteve na escola onde estudou quando era adolescente e contou um pouco da sua trajetória profissional, incentivando crianças e adolescentes a alcançarem seus objetivos.

## De volta às pistas

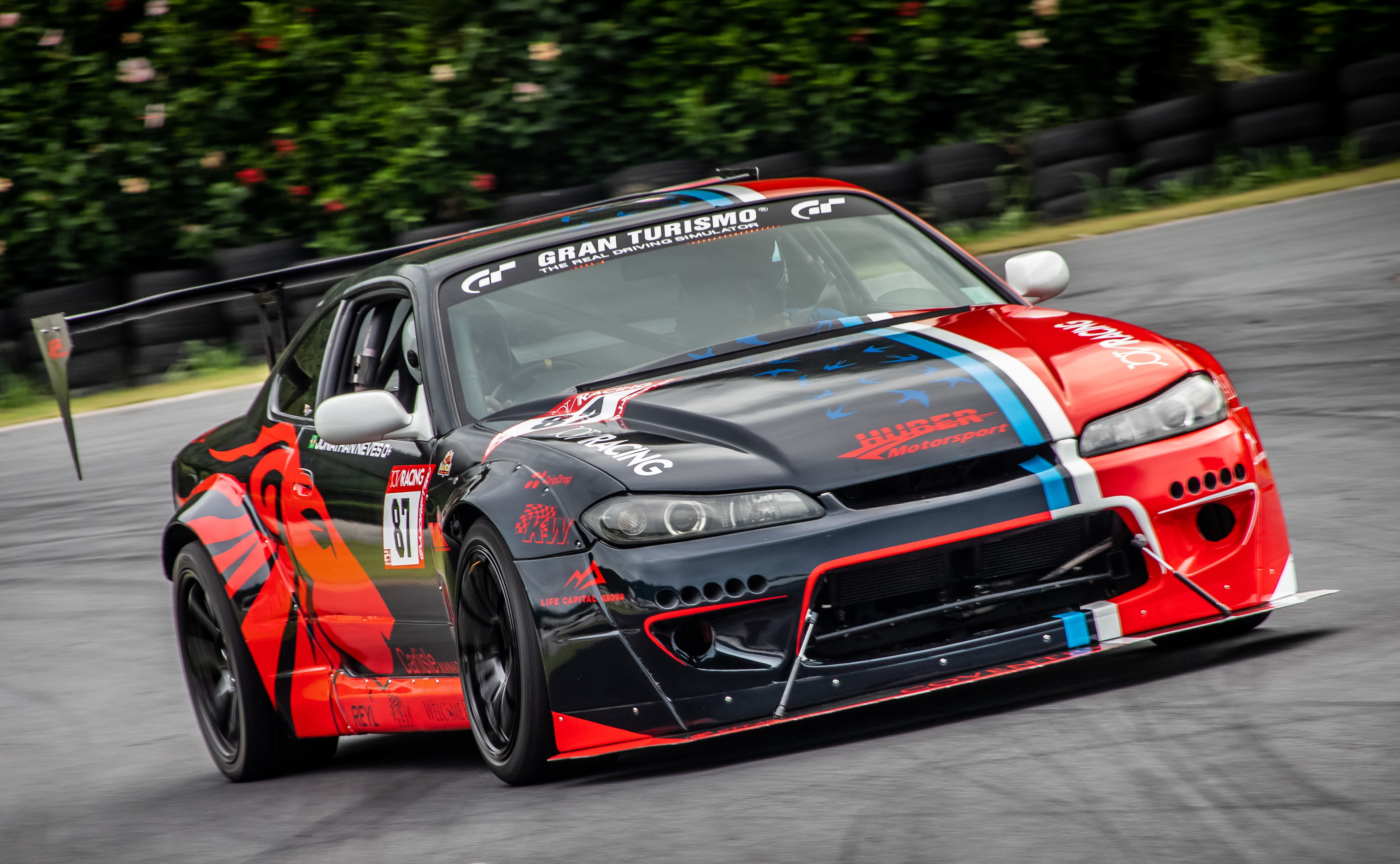
S15 do JJ

Em 2022, Jonathan Neves focou em voltar às pistas, porém com um Nissan S15 reestilizado e com um motor que levou dois anos para receber a nova preparação. O piloto se dedicou nesse período em treinos e acertos do novo carro, buscando evolução de suas técnicas como piloto, participou de diversos treinos de corridas de GRIP como Porsche Cup, Sprint dentre outras categorias.
Atualmente o piloto se dedica aos treinos na Speedway Music Park, onde treina regularmente, aprimorando suas técnicas e aprendendo mais sobre a modalidade que está em constante evolução.
Atualmente o piloto se dedica aos treinos na Speedway Music Park, onde treina regularmente, aprimorando suas técnicas e aprendendo mais sobre a modalidade que está em constante evolução.

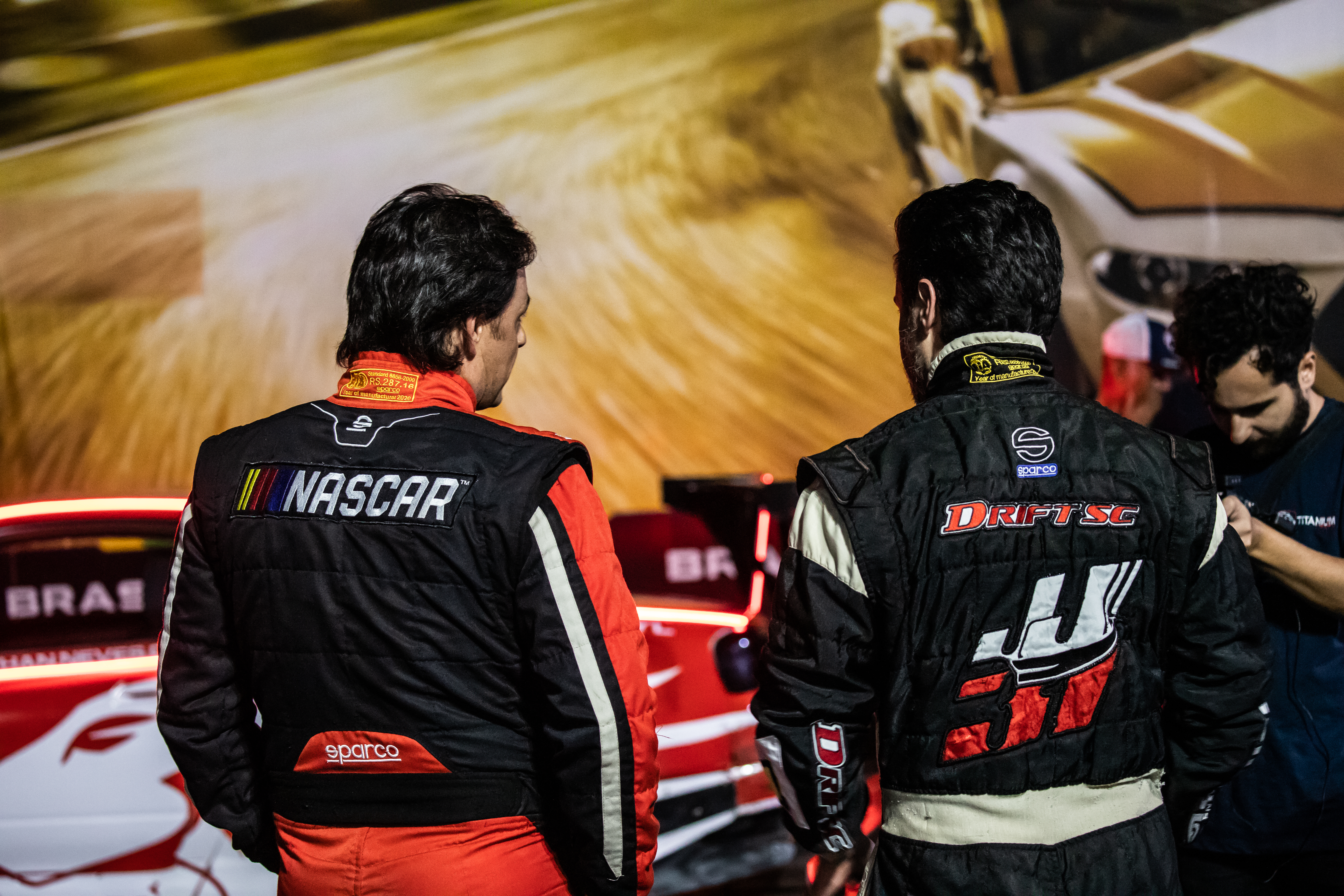
Jonathan Neves e Thiago Marques na gravação

Além disso, Jonathan Neves tem feito grandes produções de vídeos para divulgar ainda mais o Drift e fortalecer o esporte. Uma delas, feito junto com a Nascar Brasil, uma superprodução que levou dois dias de produção debaixo de muita chuva com pessoas do Brasil inteiro.   
JJ vive no meio de campanhas publicitárias e recentemente fez produções para a divulgação de filmes como Velozes e Furiosos X no Brasil, fazendo ele se aproxima ainda mais do ramo cinematográfico.

## Carreira Profissional

### 2016
6º posição no Campeonato Mundial King Of Nations. 

### 2015
19º posição no Campeonato Mundial King Of Nations.

### 2014
Campeão Brasileiro de Drift.